# Heinrich Hiesinger
Heinrich Hiesinger (* 25. Mai 1960 in Bopfingen) ist ein deutscher Industriemanager. Von 2011 bis 2018 war er Vorstandsvorsitzender der thyssenkrupp AG. Anschließend wurde er Aufsichtsratsmitglied in mehreren deutschen Unternehmen. Seit dem 1. Januar 2022 ist er Aufsichtsratsvorsitzender der ZF Friedrichshafen AG.

## Leben
Als ältestes von sechs Kindern wuchs er auf dem elterlichen Bauernhof im Dorf Benzenzimmern auf. Er besuchte das Gymnasium und machte Abitur, bevor er an die Technische Universität München ging, wo er 1986 das Diplom zum Elektroingenieur erlangte. Er war der Erste aus der Familie, der studierte. 1991 wurde er am Lehrstuhl für Hochspannungstechnik der TU München promoviert.
Nachdem er von 1986 bis 1991 als Wissenschaftlicher Mitarbeiter an der Technischen Universität München gearbeitet hatte, kam er 1992 zu Siemens.
Vor seiner Berufung in den Zentralvorstand bekleidete er verschiedene Funktionen innerhalb des Konzerns. 1999 wurde er Leiter des Geschäftsgebietes Siemens Metering AG in Zug/Schweiz, welche heute unter dem Namen Landis+Gyr firmiert. Im Jahr 2000 wurde er in den Bereichsvorstand von Power Transmission and Distribution berufen. Drei Jahre später wurde er als „Sanierer“ wieder in die Schweiz geschickt – nämlich als Vorsitzender des Bereichsvorstands und Vorsitzender der Geschäftsleitung der Siemens Building Technologies AG, die heute mit der Regionalgesellschaft Siemens Schweiz AG fusioniert ist.
Nach diversen Turbulenzen im Zusammenhang mit der Korruptionsaffäre bei Siemens, in die der Konzern im Jahr 2007 verwickelt war, wurde er als Nachfolger von Johannes Feldmayer in den Zentralvorstand berufen, wo er für sechs Geschäftsbereiche verantwortlich war.
Ende 2007 sollte er zusätzlich das Corporate Personnel betreuen, das bis dahin Jürgen Radomski innehatte, dessen Vertrag aber per Jahresende 2007 vom Aufsichtsrat der Siemens AG nicht verlängert wurde. Zum 1. Januar 2008 übernahm er die Leitung des neu entstandenen Siemens Sector Industry.
Am 4. Mai 2010 gab die thyssenkrupp AG bekannt, dass Hiesinger ab Januar 2011 die Nachfolge von Ekkehard Schulz als Vorstandsvorsitzender übernehmen sollte. Daher schied er am 30. September 2010 aus dem Vorstand der Siemens AG aus und fungierte ab 1. Oktober 2010 zunächst als stellvertretender Vorstandsvorsitzender der thyssenkrupp AG. Mit Wirkung zum Ablauf der Hauptversammlung am 21. Januar 2011 bestellte der Aufsichtsrat der thyssenkrupp AG Hiesinger zum Vorstandsvorsitzenden der thyssenkrupp AG.
Am 5. Juli 2018 bat Hiesinger den Aufsichtsrat der thyssenkrupp AG um Auflösung seines Mandats als Vorstandsvorsitzender. Nachfolger wurde Finanzvorstand Guido Kerkhoff. Obwohl Hiesinger gekündigt hatte, erhielt er noch zwei Jahresgehälter und einen Teil der Boni.
In der Folge übernahm Heinrich Hiesinger Aufsichtsratsmandate bei BMW AG, Deutsche Post DHL Group, ZF Friedrichshafen AG und der Fresenius Management SE. Zum 1. Januar 2022 wurde er bei ZF Friedrichshafen als Nachfolger von Franz-Josef Paefgen zum Aufsichtsratsvorsitzenden gewählt.